# In Search of the Fourth Chord - Live at National Arboretum Westonbirt, Tetbury, Sunday 22nd June 2008
In Search of the Fourth Chord - Live at National Arboretum Westonbirt, Tetbury, Sunday 22nd June 2008 è un album dal vivo della rock band inglese Status Quo, pubblicato nel giugno del 2008.

## Il disco
Questo CD è stato messo in vendita sul posto a partire da 10 minuti dalla fine del concerto, oppure su prenotazione e spedizione per posta.

## Tracce
Disco 1
1. Caroline - 6:13 - (Rossi/Young)
2. The Wanderer - 2:52 - (Maresca)
3. Rain - 6:02 - (Parfitt)
4. Beginning of the End - 4:18 - (Rossi/Edwards)
5. Don't Waste My Time - 4:02 - (Rossi/Young)
6. Don't Drive My Car - 4:23 - (Bown/Parfitt)
7. Hold You Back - 4:32 - (Rossi/Parfitt/Young)
8. The Oriental - 4:48 - (Rossi/Edwards)
9. Creeping Up on You - 4:56 - (Edwards/Parfitt)
10. Paper Plane - 3:29 - (Rossi/Young)
11. The Proposing Medley (What You're Proposing - Down the Dustpipe - Little Lady - Red Sky - Dear John - Big Fat Mama) - 11:12 - (Rossi/Frost - Croszman - Parfitt/Rossi/Young - David - Gustafson/Macauley - Parfitt/Rossi)

Disco 2
1. Living on an Island - 3:28 - (Parfitt/Young)
2. In the Army Now - 4:04 - (Bolland/Bolland)
3. Drum Solo - 2:54 - (Letley)
4. Roll Over Lay Down - 5:57 - (Coghlan/Parfitt/Lancaster/Rossi/Young)
5. Down Down - 5:50 - (Rossi/Young)
6. Whatever You Want - 7:44 - (Bown/Parfitt)
7. Burning Bridges - 4:04 - (Rossi/Bown)
8. Rockin' All Over the World - 3:49 - (Fogerty)
9. Rock 'N' Roll Music - Bye Bye Johnny - 7:36 - (Berry)

## Formazione
- Francis Rossi (chitarra solista, voce)
- Rick Parfitt (chitarra ritmica, voce)
- Andy Bown (tastiere, armonica a bocca, chitarra, cori)
- John 'Rhino' Edwards (basso, chitarra, voce)
- Matt Letley (percussioni)